# Cecilia Rosado
Cecilia Rosado (née le 3 octobre 1952) est une joueuse de tennis mexicaine. 
Elle s'est notamment illustrée en double dames aux Jeux olympiques de 1968 où elle a remporté une médaille de bronze en double dames aux côtés de Zaiga Yanzone, alors que l'épreuve est en démonstration.

## Palmarès (partiel)

### Titre en simple dames
Aucun

### Finale en simple dames
Aucune

### Titre en double dames
Aucun

### Finale en double dames
Aucune

## Parcours aux Jeux olympiques

### En simple dames
| # | Date       | Nom de l'olympiade                 | Surface      | Résultat       | Ultime adversaire | Score    |          |
| - | ---------- | ---------------------------------- | ------------ | -------------- | ----------------- | -------- | -------- |
| 1 | 14/10/1968 | Jeux olympiques d'été, Guadalajara | Terre (ext.) | 1/4 de finale  | Helga Masthoff    | 6-1, 6-1 | Parcours |
| 2 | 28/10/1968 | Jeux olympiques d'été, Mexico      | Terre (ext.) | 1er tour (1/8) | Julie Heldman     | 6-1, 6-0 | Parcours |

### En double dames
| # | Date       | Nom de l'olympiade                | Surface      | Résultat      | Partenaire      | Ultimes adversaires                    | Score    |          |
| - | ---------- | --------------------------------- | ------------ | ------------- | --------------- | -------------------------------------- | -------- | -------- |
| 1 | 14/10/1968 | Jeux olympiques d'été Guadalajara | Terre (ext.) | 1/4 de finale | Suzana Petersen | Rosie Darmon Julie Heldman             | 7-5, 6-0 | Parcours |
| 2 | 28/10/1968 | Jeux olympiques d'été Mexico      | Terre (ext.) | Bronze        | Zaiga Yanzone   | María Eugenia Guzmán · Suzana Petersen | Partage  | Parcours |

### En double mixte
| # | Date       | Nom de l'olympiade                | Surface      | Résultat       | Partenaire   | Ultimes adversaires             | Score   |          |
| - | ---------- | --------------------------------- | ------------ | -------------- | ------------ | ------------------------------- | ------- | -------- |
| 1 | 14/10/1968 | Jeux olympiques d'été Guadalajara | Terre (ext.) | 1er tour (1/8) | Rafael Osuna | Vladimir Korotkov Zaiga Yanzone | Forfait | Parcours |